# 撒拉艾爾
撒拉艾爾是於《所羅門遺訓》和《以諾三書》中被提及的一位天使。
在《所羅門遺訓》中，與別處不同的是，烏列爾在此書中被列為第三大天使，而撒拉艾爾則被列為第四大天使。